# Detva
Detva é uma cidade da Eslováquia, capital do distrito de Detva, na região de Banská Bystrica. Tem 68,09 km² de área e sua população em 2018 foi estimada em 14.686 habitantes.

## Demografia
| Ano:        | 1994   | 2004   | 2014   | 2024   |
| ----------- | ------ | ------ | ------ | ------ |
| Broj ljudi: | 15 276 | 15 043 | 14 965 | 13 523 |
| Razlika:    |        | -1,52% | -0,51% | -9,63% |

| Ano:               | 2023   | 2024   |
| ------------------ | ------ | ------ |
| Número de pessoas: | 13 629 | 13 523 |
| Diferença:         |        | -0,77% |